# Домалєваць-Шамаць
Домалєваць-Шамаць (хорв. Općina Domaljevac-Šamac, босн. Opština Domaljevac-Šamac, серб. Општина Домаљевац-Шамац) — боснійська громада, розташована в Посавському кантоні Федерації Боснії і Герцеговини. Найменша громада з усіх громад Федерації Боснії і Герцеговини. Адміністративним центром є містечко Домалєваць.
| Боснія і Герцеговина | Це незавершена стаття з географії Боснії і Герцеговини. Ви можете допомогти проєкту, виправивши або дописавши її. |